# Freehoster
Freehoster sind Anbieter von kostenlosem Webspace, auf dem der Benutzer eine eigene Website anbieten kann (siehe auch: Webhosting). Benutzer können den Quellcode der eigenen Seiten bearbeiten oder gänzlich selbst erstellen und eigene Dateien hochladen. Der Benutzer erhält üblicherweise nur eine Subdomain (zum Beispiel benutzer.freehoster.de) oder ein Unterverzeichnis (zum Beispiel www.freehoster.de/benutzer).
Um das Angebot zu finanzieren oder profitabel zu machen, blenden die meisten Freehoster auf den Benutzerseiten Werbung in Form von Pop-ups oder Layern ein.
Bei älteren Hostern werden als Werbeform oft auch noch Banner eingefügt oder Frames verwendet.

## Standard-Features
Die meisten Freehoster bieten einen FTP-Zugang, um Dateien auf den Webspace hochladen zu können. Zusätzlich gestatten es einige, Dateien auch via HTTP hochzuladen, dieses Feature heißt meist WebFTP.
Viele Anbieter unterstützen eine oder mehrere Skriptsprachen wie zum Beispiel PHP. Außerdem besteht häufig die Möglichkeit, eine eigene Datenbank beim Freehoster anzulegen. Unterstützt wird hier meist MySQL oder PostgreSQL.
Durch die Unterstützung von Skriptsprachen wie PHP ist es möglich, komplexere Webseiten zu erstellen, die auf dynamisch generierten Seiten basieren, oder ein Content-Management-System wie zum Beispiel Joomla zu verwenden.
Der Traffic ist bei den meisten Freehostern nach dem Fair-Use-Prinzip unbegrenzt. Das bedeutet: Solange der Traffic nicht übermäßig durch Mirrordienste oder Chats belastet wird, gibt es keine Begrenzung. Ebenso gibt es natürlich auch Freehoster, bei denen der Traffic normal begrenzt ist. Häufig findet man bei Freehostern auch eine Limitierung der Dateigröße, oft Filesize-Limit genannt. Diese Limitierung soll meist verhindern, dass große Dateien zum Download angeboten werden und so der Traffic steigt.

## Finanzierung
Private Projekte von Personen, die einen Server bei einem großen Anbieter anmieten oder in einem eigenen Rechenzentrum aufstellen, werden meist durch Werbeeinnahmen oder kleinere Sponsoren finanziert. Oftmals werden solche Projekte nach einiger Zeit wieder eingestellt, da sie sich nicht rentieren. Ist jedoch die Finanzierung des Projektes gut organisiert und der Service beliebt, kann sich ein Freehoster ebenso etablieren wie ein Paid-Hoster. Mehr Benutzer bedeuten dann mehr Werbung und daher mehr Einnahmen. Auch bieten einige kommerzielle Webhoster eine stark abgespeckte Hostingvariante sogar auf werbefreier Basis kostenfrei an. So wollen sie ihre Kunden dazu bringen, auf ein kostenpflichtiges Angebot mit mehr Features umzusteigen.

## Performance & Verfügbarkeit
Im Normalfall sind Freehoster langsamer als sogenannte Paid-Hoster, die für die Server-Bereitstellung Geld verlangen. Das liegt daran, dass meistens mehr Accounts auf einem Server liegen und die Hardware im Allgemeinen etwas weniger leistungsfähig ist. Des Weiteren ist die Verfügbarkeit bei Freehostern selten gewährleistet, wobei die Uptimes je nach Anbieter stark schwanken können.
Gründe dafür sind vor allem ökonomische, da der Anbieter des Services lediglich durch Werbeeinblendung auf den Userseiten oder durch Sponsoren Geld verdient und dieses zum Großteil von Instandhaltungs- und Betriebskosten getilgt wird.
Es kann allerdings durchaus Ausnahmen geben, bei denen ein Free-Hosting-Dienst schneller ist oder eine bessere Verfügbarkeit hat als ein kostenpflichtiger Dienst.

## Sicherheit
Ein ebenfalls nicht zu vernachlässigender Aspekt ist die Sicherheit der einzelnen Angebote, die in hohem Maße davon abhängt, wie sicher das im Hintergrund verwendete Serversystem ist. Das hängt zum Beispiel davon ab, ob der Betreiber regelmäßig Updates für die Serversoftware, für dessen Betriebssystem und die weiteren verwendeten Komponenten einspielt.
Ein weiteres Problem ist, dass Skriptsprachen meist umfangreiche Befehle bieten, die auch verwendet werden können, um die Serverkonfiguration zu ändern oder den Server mit komplizierten Berechnungen zu überlasten. Deswegen blockieren die meisten Betreiber viele derartige Befehle, das Fehlen von Befehlen kann allerdings Probleme verursachen und ein Ändern der Anwendung erforderlich machen.